# Cobitis calderoni
Cobitis calderoni là một loài cá vây tia thuộc họ Cobitidae.
Loài này có ở Bồ Đào Nha và Tây Ban Nha.
Môi trường sống tự nhiên của chúng là sông ngòi.
Chúng hiện đang bị đe dọa vì mất môi trường sống.